# Messier 18
Messier 18 (M18 ili NGC 6613) je otvoreni skup smješten između Maglice Omega i Messiera 24. Otkrio ga je Charles Messier 3. lipnja 1764. godine.

## Svojstva
Messier 18 je siromašan otvoreni skup. Udaljenost mu je procijenjena na 4900 svj. godina. Sastoji se od 20 zvijezda koje se protežu na prostoru od 17 svj. godina.
Skup je relativno mlad, tek mu je 32 milijuna godina.

## Amaterska promatranja
Messier 18 se najbolje može vidjeti na malom povećanju u manjem teleskopu. Kroz teleskop od 200 mm može se vidjeti 20 zvijezda rasutih na pozadini Kumove slame. U dalekozoru se može vidjeti kao mutna zvijezda među mnogobrojnim zvijezdama.

## Vanjske poveznice
- (engl.) SEDS: NGC 6613
- (engl.) Hartmut Frommert: Revidirani Novi opći katalog
- (engl.) Izvangalaktička baza podataka NASA-e i IPAC-a
- (engl.) Astronomska baza podataka SIMBAD
- (engl.) VizieR
- (engl.) Auke Slotegraaf: NGC 6613 Deep Sky Observer's Companion
- (engl.) Courtney Seligman: Objekti Novog općeg kataloga: NGC 6600 - 6649